# Sporkehout
Sporkehout (Frangula alnus, synoniem: Rhamnus frangula) is een plant uit de wegedoornfamilie (Rhamnaceae). De plant lijkt een beetje op de wegedoorn (Rhamnus cathartica). In Nederland komt de plant vooral voor in het oosten en zuiden en in de duinen terwijl in België de soort algemeen is behalve in het kustgebied.

## Naamgeving
Andere namen voor sporkehout zijn spork, gewone vuilboom, bloedboom, pijlhout, hondskers, honzehout, sprokkel, peggehout, duvelskeersj, houtjeshout, buskruithout, en stinkboom, en die hangen meestal samen met het (vroegere) gebruik ervan.
De geslachtsnaam Frangula komt van het Latijnse "frangere" (breken), omdat de takjes makkelijk breken (als in fragiel). De soortaanduiding alnus wijst op enige gelijkenis met de bladeren van de zwarte els. Rhamnus is afgeleid van het Griekse "rhamnos" (naaien of steken) een verwijzing naar de dorens.

## Habitus
Sporkehout is een bladverliezende, meestal meerstammige struik van 3-6, bij uitzondering 7 m hoog, maar soms een kleine boom met een stamdiameter tot 20 cm. De schors is donker paarsbruin, met heldergeel hout dat zichtbaar wordt als de bast wordt verwijderd. De scheuten zijn donkerbruin en de winterknoppen, die geen knopschubben hebben, worden alleen beschermd door de dicht behaarde buitenste bladeren. De jonge bladeren zijn karakteristiek goudbruin. De bladeren zijn eirond, 3-7 (-11) cm lang en 2½-4 (-6) cm breed, met een toegespitste top, een gave rand, een wigvormige voet, en een bladsteel van 8-15 mm lang. De 6-10 paren van prominent gegroefde nerven zijn aan de onderkant licht donzig behaard. Ze staan verspreid langs de stengels. De bloemen zijn klein, 3-5 mm in diameter, stervormig met vijf groenwitte spitsdriehoekige bloemblaadjes, tweeslachtig, en staan met 2-10 samen in de bladoksels. Sporkehout bloeit tussen april en juli en wordt door insecten bestoven. De vrucht is een kleine bes (eigenlijk een meerkernige steenvrucht) van 6-10 mm in diameter, die rijpt van groen via rood tot donkerpaars of zwart, waarbij opvalt dat in de late zomer aan dezelfde tak alle kleuren bes tegelijk voorkomen. De bes bevat twee halfronde grijsbeige steenkernen van 5 mm lang.

### Verschillen met wegedoorn
De wegedoorn (Rhamnus cathartica) verschilt van sporkehout daarin dat het blad een variabele vorm heeft, met twee helften die iets ten opzichte van elkaar zijn "verschoven", de bladrand niet gaaf maar fijngezaagd is, de bladstand niet duidelijk verspreid maar bijna tegenoverstaand is, de bloemen niet vijftallig en tweeslachtig maar viertallig en functioneel eenslachtig zijn, de plant tweehuizig is, en de takken uitlopen in een doorn.

## Verspreiding
Sporkehout komt voor in Europa met uitzondering van het uiterste noorden, West-Siberië, de Kaukasus en het Atlasgebergte. In Nederland is sporkehout een algemeen voorkomende heester in laagveengebieden, aangeplant bos in de IJsselmeerpolders en de duinen, hoewel ze zeldzaam is op de Waddeneilanden en ontbreekt op kleigrond. In België is deze heester zeer algemeen in de Kempen en de Ardennen, en elders vrij algemeen, maar in het kustgebied, zoals De Polders, zeer zeldzaam.

## Ecologie
Sporkehout prefereert een zure grond, groeit in vochtige bossen en venen en is een kensoort voor de klasse van wilgenbroekstruwelen (Franguletea). Buiten de duinen groeit hij in dezelfde biotopen als de wilde kamperfoelie. Beide soorten houden van vochtige maar niet natte ruwe humus in de grond. Sporkehout heeft baat bij het afhakken doordat de stronken weer snel veel nieuwe takken maken. De soort is waardplant voor de dagvlinders groentje, citroenvlinder en boomblauwtje. Ook een aantal motten leeft van het blad van deze heester zoals de sporkehoutspanner (Philereme vetulata), de grote boomspanner (Triphosa dubitata), de rossige haakbladroller (Ancylis obtusana), en de vuilboomooglapmot (Bucculatrix frangutella) die het blad mineert. Tot slot is het sporkehout ook nog een waardplant voor de wants Apolygus rhamnicola, en de bladvlo Trichochermes walkeri. De bladeren van wegedoorn en sporkehout hebben vaak oranje zwellingen die worden veroorzaakt door kroontjesroest Puccinia coronata. De bessen worden voornamelijk gegeten door frugivore (vruchtetende) vogels zoals grote lijster, kramsvogel en fazant, die zo de zaden verspreiden in de uitwerpselen. Omdat deze struik zo´n lange bloeiperiode heeft, is het een zeer belangrijke drachtplant voor honingbijen.

## Gebruik
Sporkehout is voor mensen onsmakelijk en licht giftig, maar zowel de bessen als de bast kunnen als laxeermiddel gebruikt worden. De bast bevat 3-7% antrachinon, dat de wand van de endeldarm aanzet tot beweging ongeveer 8-12 uur na vertering. De bessen kunnen worden gebruikt voor verschillende verfstoffen zoals schijtgeel en sapgroen. Doordat het hout weinig anorganisch materiaal (as) bevat kan er goede houtskool van gemaakt worden dat werd gebruikt om te tekenen en als bestanddeel van buskruit. In de imkerij werden de dunne, lange, rechte twijgen gebruikt als spijlen in bijenkorven om de bijen van daaruit eenvoudig uitneembare raten te laten bouwen. De Friese naam bijspilehout verwijst hier nog naar.

### Sierwaarde
Sporkehout heeft een beperkte decoratieve waarde zonder opvallende bloemen of bladeren, en wordt voornamelijk geteeld voor de ecologische waarde, met name om de citroenvlinder aan te trekken. Een bonte cultivar 'Variegata' en een cultivar met zeer slanke bladeren 'Asplenifolia' worden soms gekweekt in tuinen als sierheesters. De cultivar 'Tallhedge' is geselecteerd als haagplant.

## Externe link

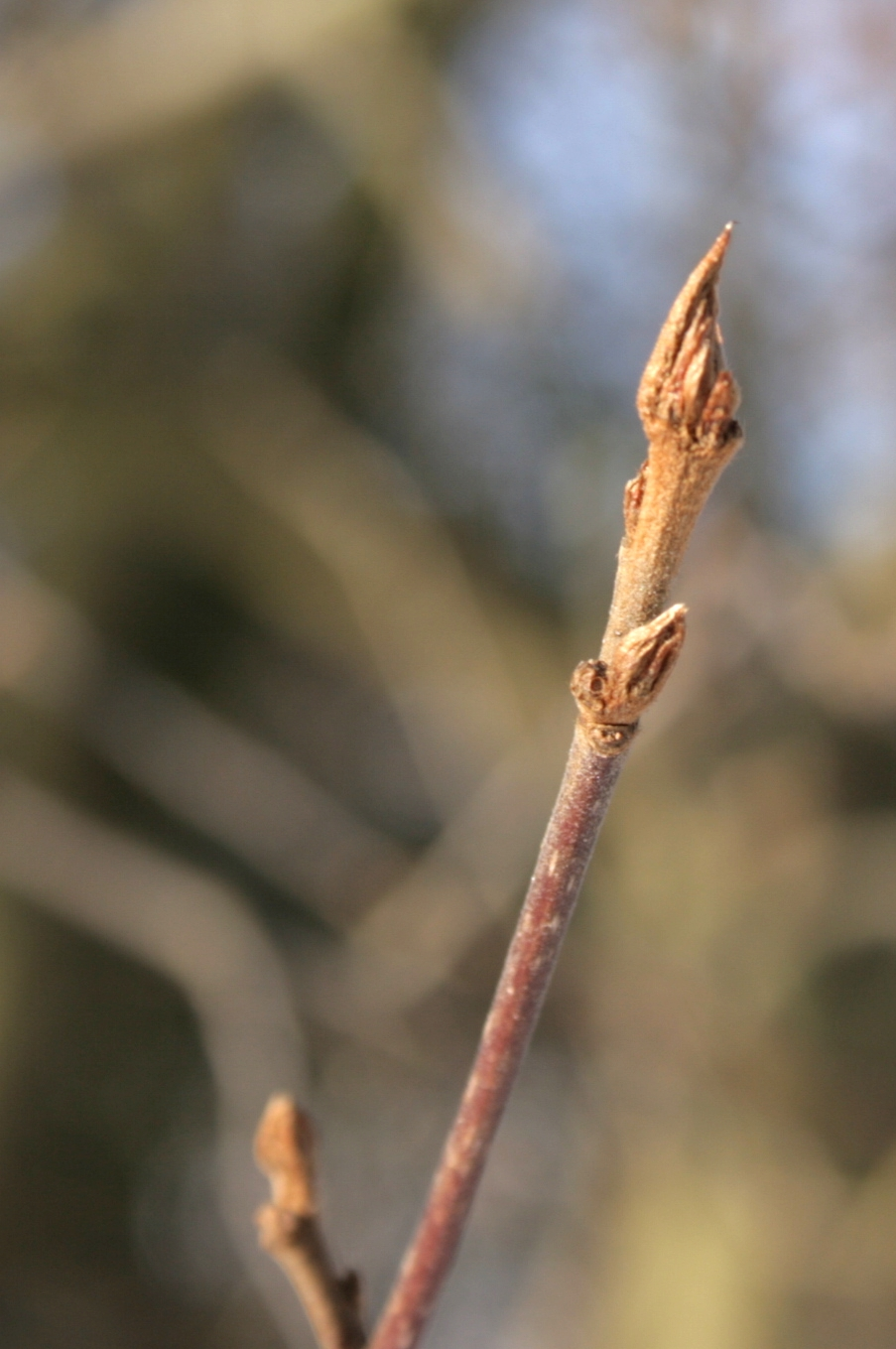
winterknop
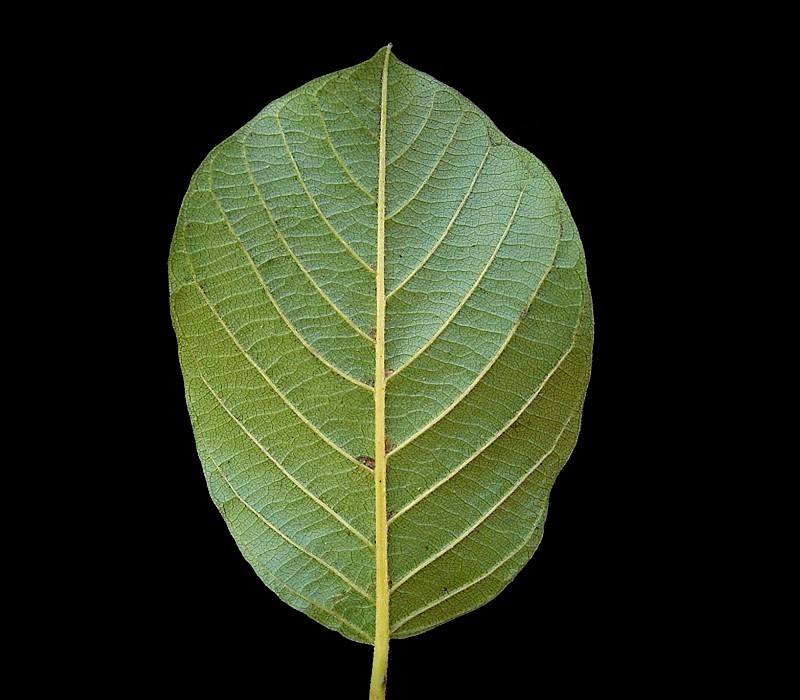
onderkant blad
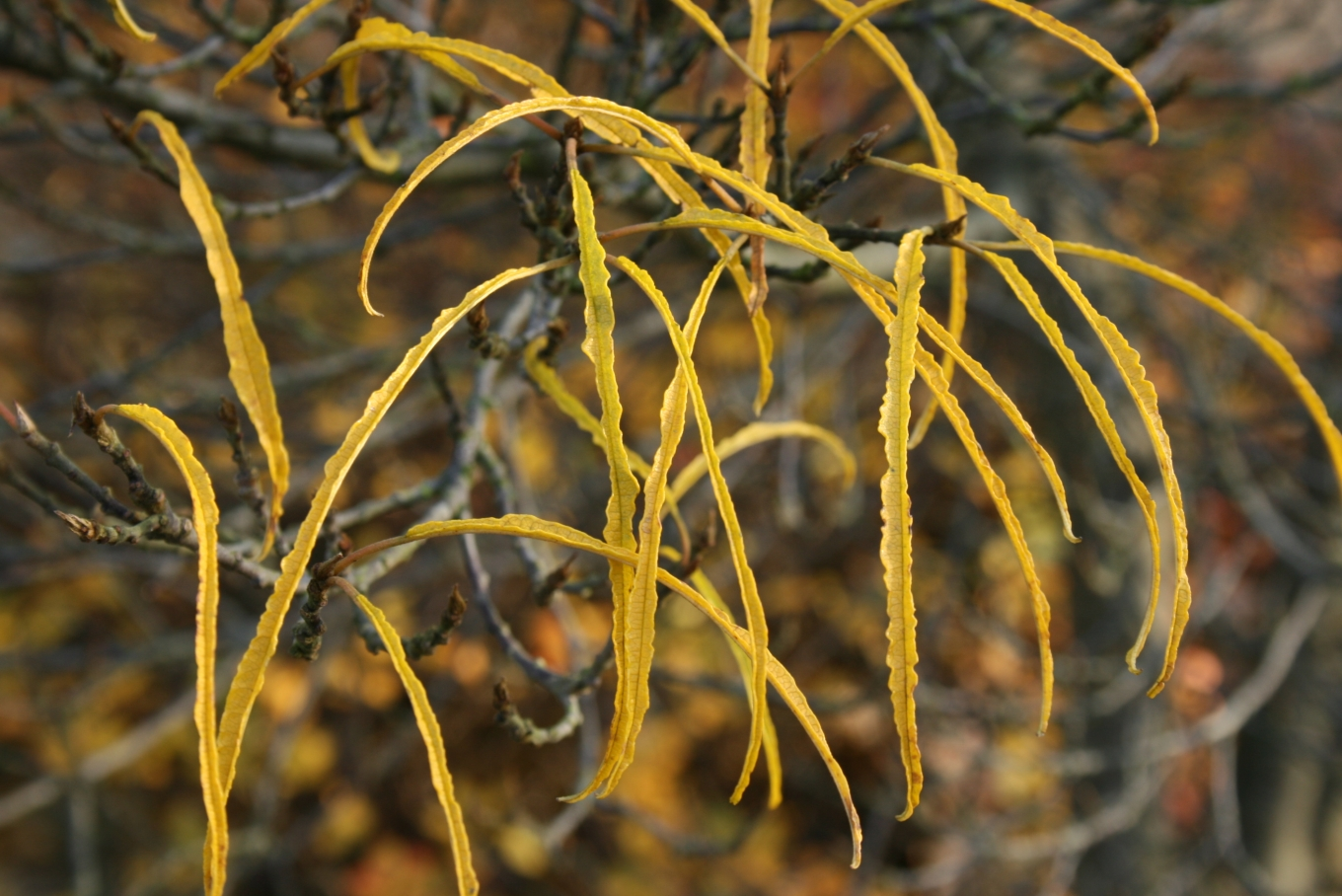
cultivar 'Asplenifolia' in de herfst
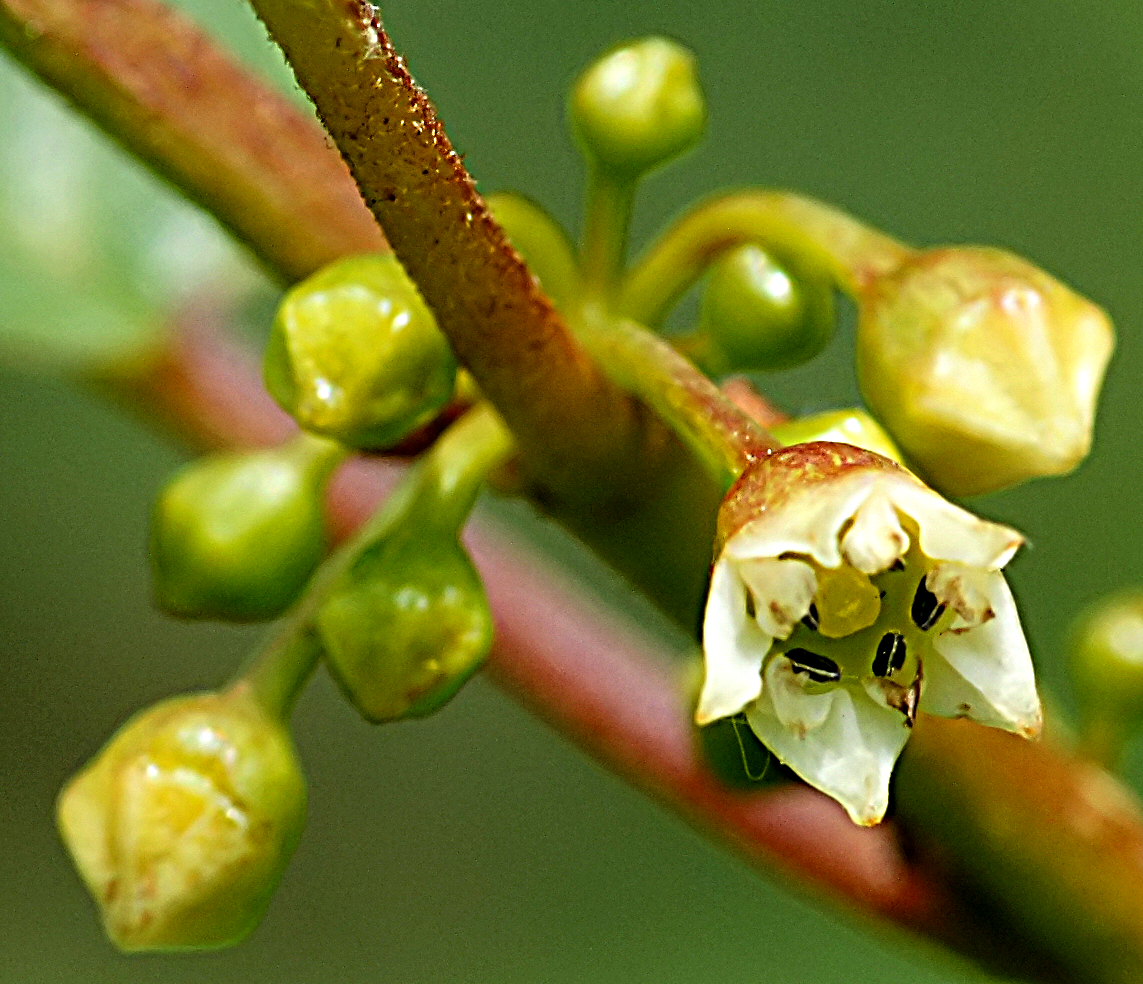
bloem close-up
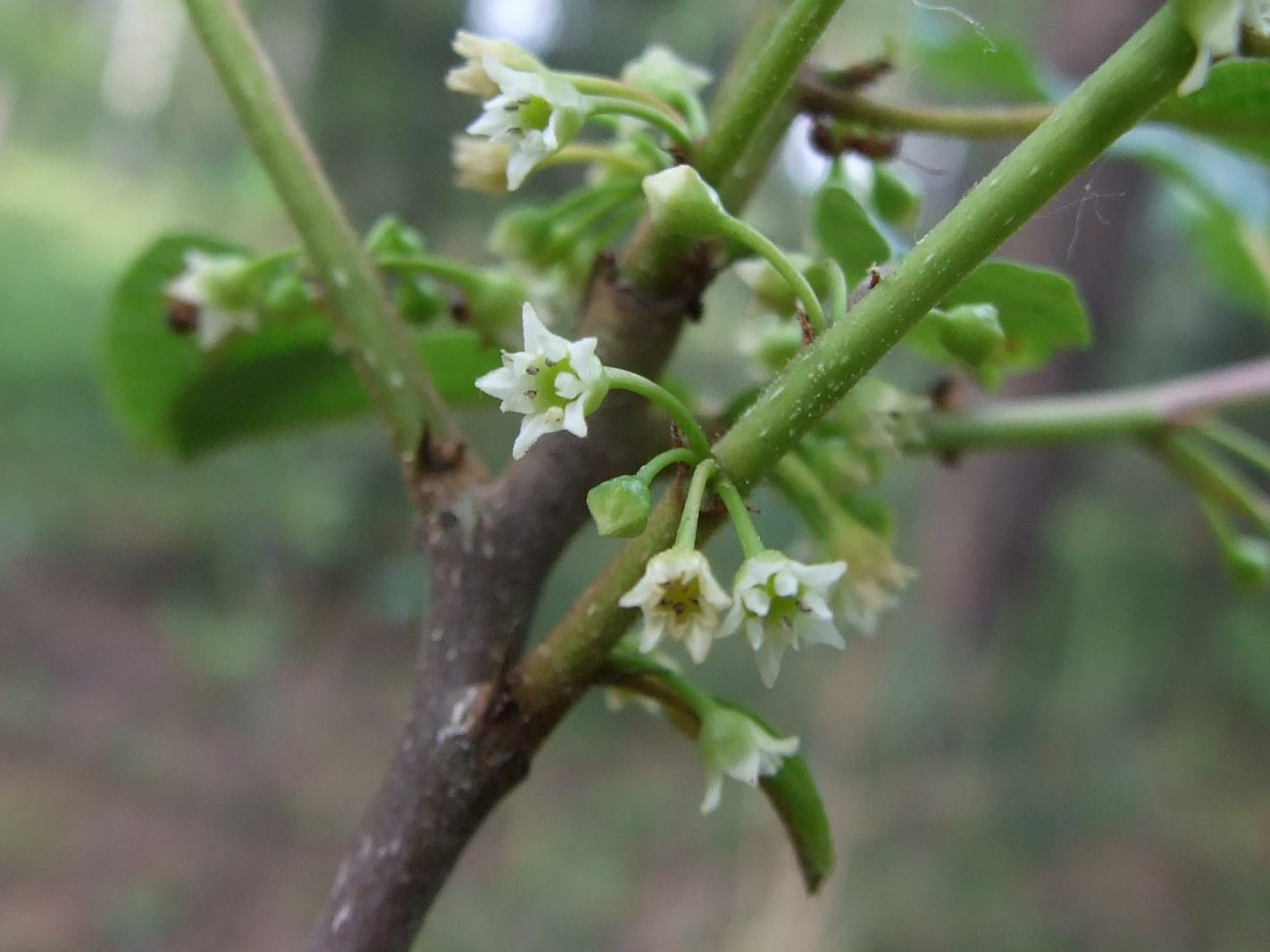
bloemen
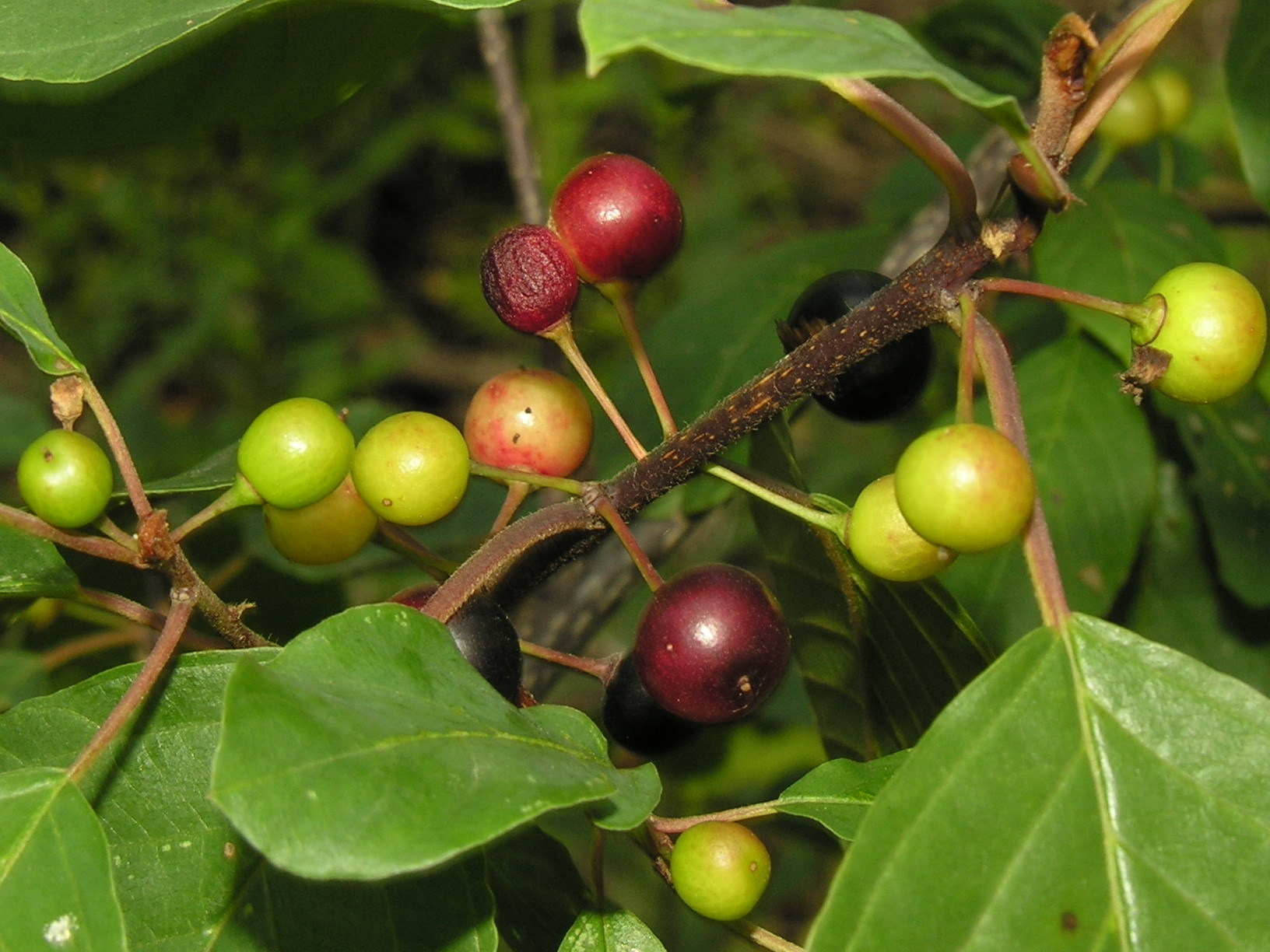
onrijpe bessen
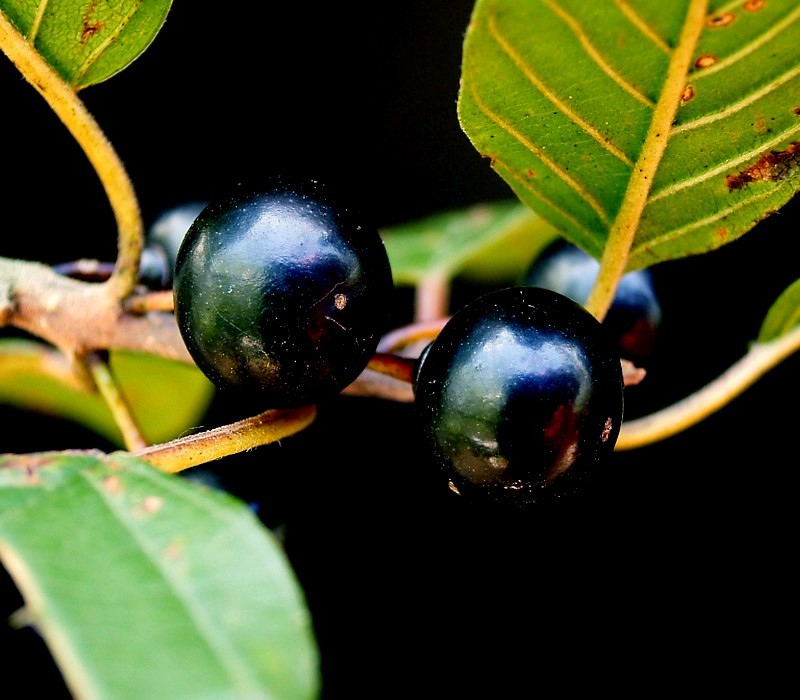
rijpe bessen
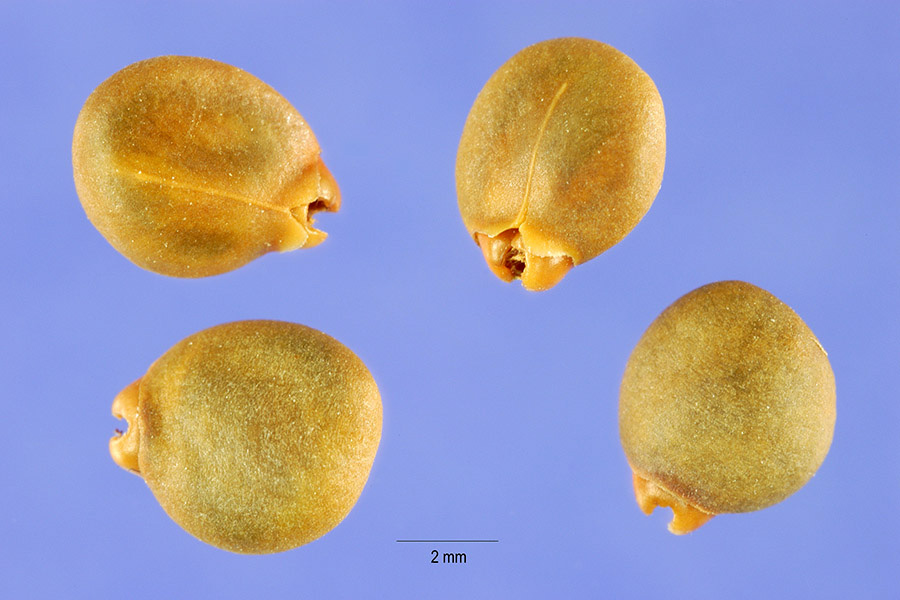
steenkernen met daarin elk een zaad
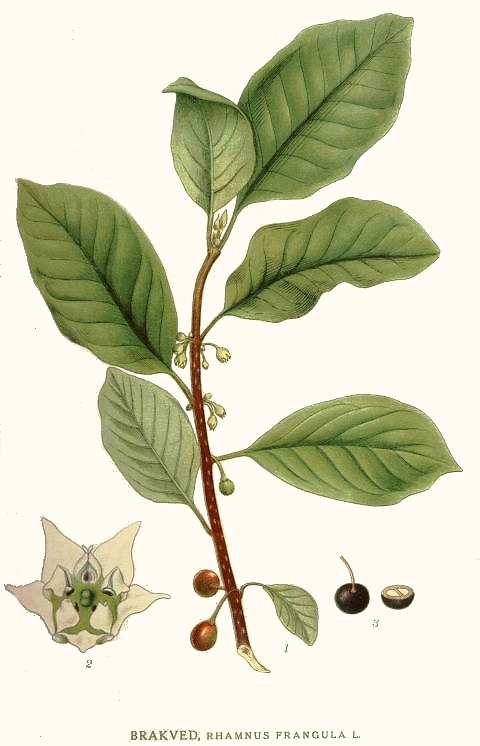
kleurenets tak
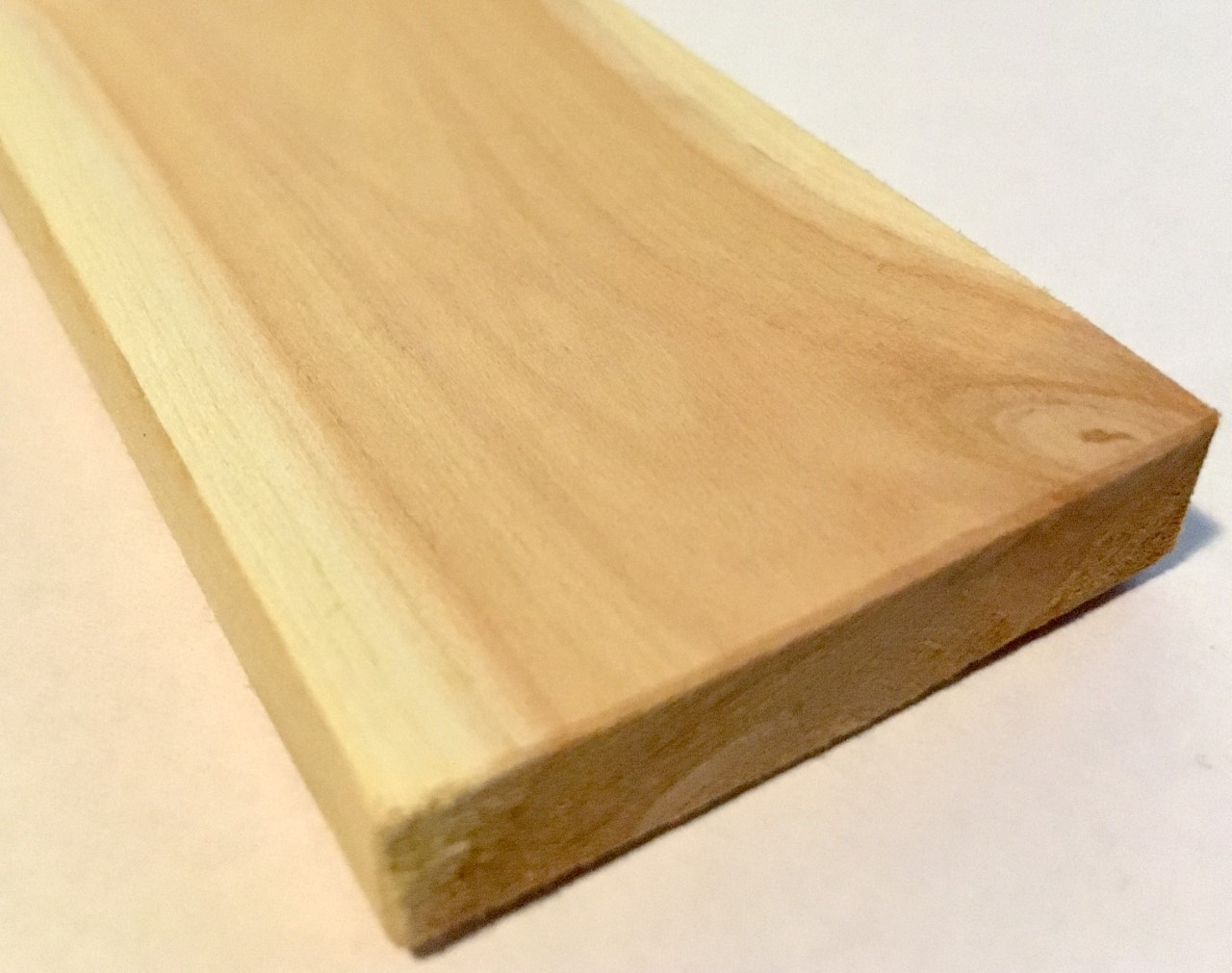
Sporkehout